# ProModern
proMODERN – polski sekstet wokalny specjalizujący się w wykonywaniu klasycznej muzyki współczesnej. Zespół nagrodzony został 5 statuetkami Fryderyka i stanowi czołówkę europejskich kameralnych grup wokalnych.

## Historia
proMODERN powstał w 2012 roku. Założycielem i kierownikiem artystycznym zespołu jest Piotr Pieron. Tworzą go warszawscy śpiewacy-soliści, doświadczeni na polu muzyki kameralnej.
Za swój debiutancki album Where are you? Pieces from Warsaw zespół otrzymał nagrody Fryderyk 2015 w kategorii "Album Roku Muzyka Chóralna, Oratoryjna i Operowa" oraz w kategorii "Najwybitniejsze Nagranie Muzyki Polskiej". Brał udział również w nagraniu płyty Paweł Łukaszewski: Musica Sacra 5, która otrzymała w tym samym roku statuetkę w kategorii Album Roku Muzyka Kameralna.
Drugi album sekstetu, proMODERN shakespired otrzymał kolejne dwa Fryderyki 2018 w kategoriach "Album Roku Muzyka Współczesna" oraz "Najwybitniejsze Nagranie Muzyki Polskiej".
Fryderyka 2020 w kategorii "Album Roku Muzyka Współczesna" otrzymał również trzeci album w dorobku grupy - Comfort zone. Nominację zaś zdobył album Karlheinz Stockhausen: Stimmung (proMODERN version). Jest to jedna z niewielu rejestracji na świecie legendarnego dzieła genialnego niemieckiego twórcy muzyki współczesnej. Album był również nominowany do nagrody Koryfeusz Muzyki Polskiej.
Zespół koncertował na zamówienie Filharmonii Narodowej, Warszawskiej Jesieni, Sinfonii Varsovii, Filharmonii w Szczecinie, Filharmonii Gorzowskiej, Warszawskiej Opery Kameralnej, Uniwersytetu Muzycznego Fryderyka Chopina, PWM, Telewizji Polskiej i Polskiego Radia oraz we Francji, we Włoszech, w Watykanie, w Finlandii i Kosovie. Współpracował z takimi orkiestrami jak NOSPR, Orkiestrą Narodowego Forum Muzyki, Orkiestrą Sinfonia Varsovia czy Orkiestrą Symfoniczną Filharmonii w Szczecinie.
W repertuarze zespołu znajdują się utwory takich artystów jak: Witold Lutosławski, Krzysztof Penderecki, Andrzej Panufnik, Roxanna Panufnik, Karlheinz Stockhausen, Louis Andriessen, Philip Lawson, Paweł Łukaszewski, Marian Borkowski, Krzesimir Dębski, Krzysztof Herdzin, Włodek Pawlik, Piotr Tabakiernik, Wojtek Blecharz,  Alicja Gronau, Edward Sielicki, Tomasz Opałka, Maciej Zieliński, Miłosz Bembinow, Bartosz Kowalski, Dariusz Przybylski, Anna Ignatowicz-Glińska, Zofia Dowgiałło, Aleksander Kościów, Stanisław Szczyciński czy Andrzej Borzym jr.. Wielu z nich pisało swoje kompozycje na specjalne zamówienie proMODERN.

### Skład zespołu
- Marta Czarkowska – sopran
- Katarzyna Bienias – sopran
- Anna Krawczuk – mezzosopran
- Aleksander Rewiński – tenor
- Krzysztof Chalimoniuk – baryton
- Piotr Pieron – bas